# Fábrica Brukman

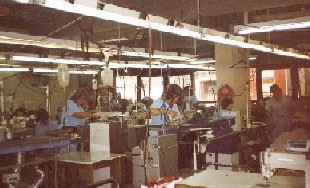
El interior de la cooperativa de trabajo. Año 2003

Brukman es una fábrica textil ubicada en Balvanera, en Buenos Aires, Argentina (Jujuy 554). Actualmente está bajo control de una cooperativa de trabajo llamada "18 de Diciembre", y se encuentra entre las empresas recuperadas más conocidas del país.

## Historia previa

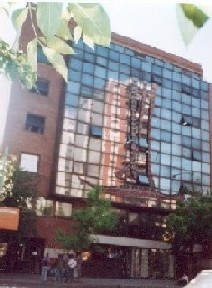
Edificio Brukman- año 2003

"El grupo Brukman estaba conformado por tres empresas: Brukman Construcciones, Brukman Hermanos (de electrodomésticos) y Confecciones Brukman SAIC. Las dos primeras quebraron. En 1999, cuando comienzan las más serias irregularidades en el manejo de la última, se modificó la razón social de Confecciones Brukman por Cebex S.A. para que no se relacionara a Brukman con los manejos de las dos anteriores. En el transcurso de ese mismo año comenzaron los pedidos de quiebra contra Cebex”, dice el texto de las abogadas Myriam Bregman y Mariana Salomón. En septiembre del 2000 también se declaró la quiebra de Cebex. La empresa se presentó en el juzgado y solicitó convertirla en concurso preventivo de acreedores. A pesar de haber incumplido con esas exigencias, el juzgado otorgó la conversión de la quiebra en concurso en favor de la empresa.
La fábrica Brukman sufrió los efectos de la crisis argentina, que se volvió notoria a partir de la recesión del año 1998. Desde 1995 los negocios habían ido disminuyendo, y Brukman había despedido 180 empleados (más de la mitad de un total de 300). Las ventas fueron cayendo y las deudas se acumularon. Los salarios de los trabajadores empezaron a pagarse con vales y fueron reducidos al punto que no podían pagar el transporte diario para llegar al trabajo.
A mediados de 1995 comenzaron los problemas para cobrar. En lugar del sueldo se daban vales de 100 pesos semanales, que después se convirtieron en 90, 80, 70 y finalmente 5 y 2 pesos. La empresa se fue endeudando con los empleados. En los últimos años se pedía a los empleados trabajar gratis los sábados como ‘aporte’ voluntario, bajo la amenaza del cierre. Los Brukman tampoco realizaron aportes jubilatorios, no se pagaron cargas sociales ni los seguros de retiro. De las 300 personas que trabajaban inicialmente, al momento en que los empresarios abandonaron la fábrica quedaban solo 115.
A fines del 2001 la firma estaba en convocatoria de acreedores y circulaban rumores de que los dueños estaban preparando el cierre de la fábrica. El 18 de diciembre de 2001, cerca de 50 personas (la mayoría mujeres) se reunieron en la fábrica y demandaron que se les concediese un subsidio para transporte, solo para poder llegar al trabajo.

## Ocupación y conflicto

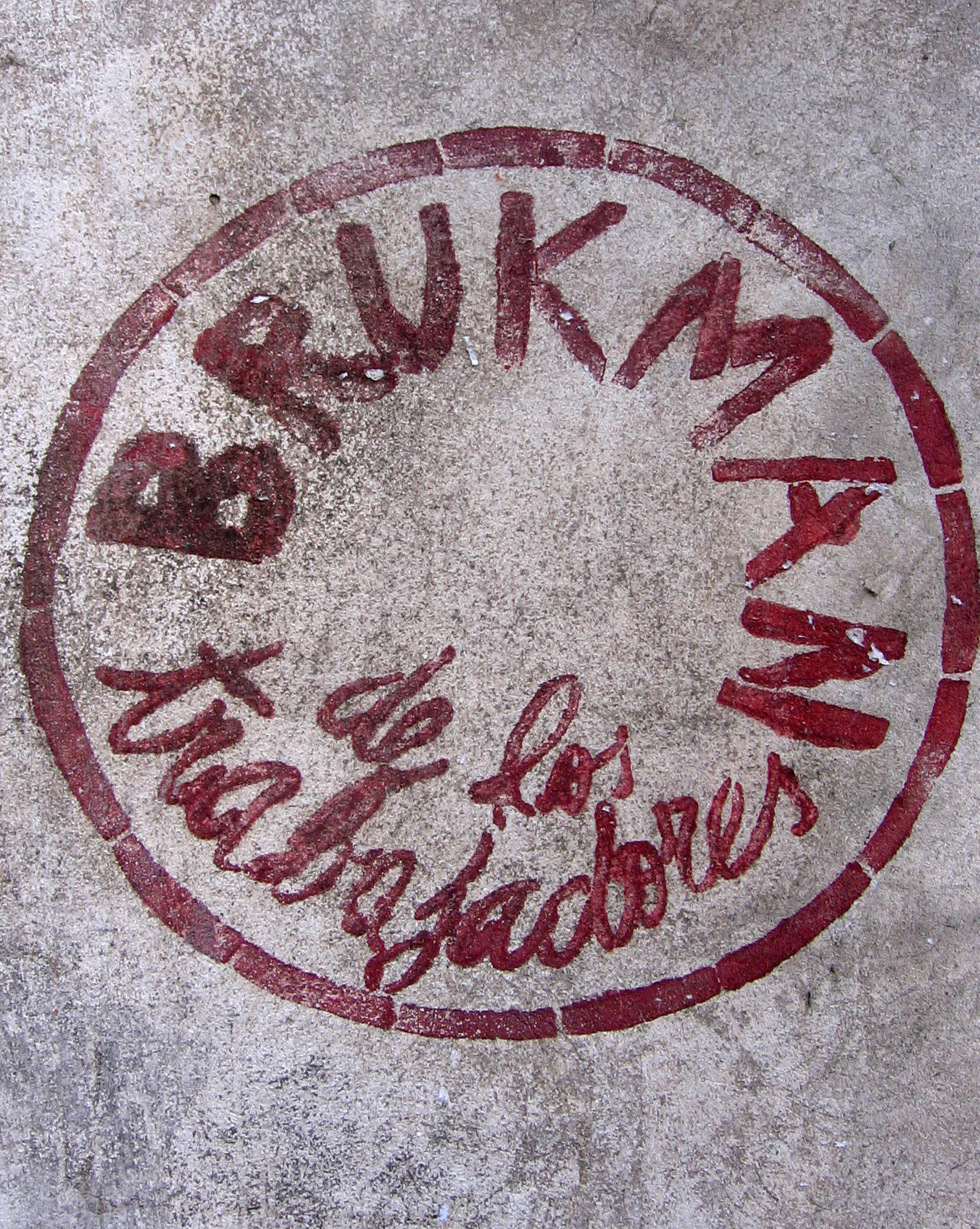
Grafito cerca de la fábrica

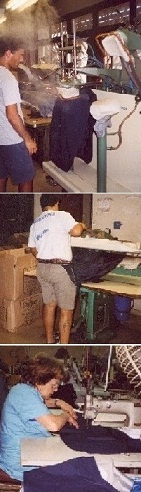
Actividades en el interior de Brukman. Año 2003

Los hermanos Brukman, dueños de la fábrica, prometieron entregar el dinero y se retiraron. Los trabajadores decidieron quedarse, la guardianía y pasaron la noche en la fábrica. Su idea era tomar el edificio y negociar desde esa posición, pero los patrones nunca regresaron. Los trabajadores decidieron quedarse, pidieron las llaves y retornaron a trabajar sin ellos. Luego de algún tiempo, la fábrica hizo nuevos clientes y se hizo cargo del pago de las deudas. Los trabajadores, organizados en asamblea, decidieron un salario razonable para ellos mismos. Luego de meses estaban preparados para elevar sus salarios y contratar 10 empleados más.
Los dueños trataron de desalojar a los trabajadores en varias ocasiones. El 16 de marzo de 2002 un contingente de 60 policías de la Guardia de Infantería, con indicaciones de permitir que se realice un inventario tomó el lugar por la fuerza (se informó que solo estaban presentes tres mujeres y una niña). Los policías, por orden judicial, realizaron el inventario mencionado, dentro de la planta, pero luego los trabajadores volvieron a ocupar el predio en forma pacífica, esta vez con el apoyo de cerca de 200 vecinos y organizaciones sociales que cortaron por unas horas el tránsito por Jujuy e hicieron sonar sus cacerolas.
Myriam Bregman, una de las abogadas que representa a los empleados de Brukman, informó que las mujeres presentes, incluso ella misma y su colega Ivana Dal Bianco, fueron “golpeadas y maltratadas por la policía, que estaba acompañada por asistentes sociales del Gobierno de la Ciudad”. El allanamiento fue ordenado por el juez Enrique Velázquez, en el marco de una causa abierta a pedido de los dueños de la empresa y que está caratulada como “usurpación y robo”.
El 24 de noviembre de 2002, las trabajadoras de Brukman son desalojadas por segunda vez. La policía, acompañada por algunos exempleados y los hermanos Brukman entra a la fábrica, secuestra documentación y rompe algunas máquinas. Las trabajadoras apoyadas por organizaciones sociales recuperan la fábrica.
El último desalojo vino del juez Jorge Rimondi, a la medianoche del 18 de abril de 2003, más de 300 infantes de tropa de la Policía Federal Argentina y alrededor de 30 civiles expulsaron a los trabajadores. Unas horas más tarde, antes del amanecer, 3000 manifestantes (incluidos militantes políticos y participantes de las asambleas vecinales) se apostaron a los alrededores de Brukman para apoyar a los trabajadores. Legisladores y otros funcionarios, así como grupos de derechos humanos se reunieron con el juez Rimondi, pero la decisión no fue revertida.
El 19 de abril los trabajadores de la fábrica de cerámica Zanon (también una empresa recuperada), en Neuquén, junto con activistas locales, bloquearon la Ruta 22 para protestar en solidaridad con los trabajadores de Brukman. Los trabajadores de Brukman recibieron apoyo de numerosas fuentes, montaron un campamento frente a la fábrica. El 21 de abril, la policía atacó a los manifestantes que habían ido a protestar contra el desalojo; hubo 20 heridos y unos 100 arrestados. Las fuerzas policiales, ante la menor provocación, iniciaron una represión que fue considerada desmedida incluso por funcionarios nacionales y que llegó a afectar a chicos internados en el Hospital Garrahan. Los trabajadores desalojados, instalados en una carpa en la esquina se quedaron, rodeados de carros de policías, durante 8 meses y 11 días.

## Recuperación
Finalmente los obreros recobraron el control de la fábrica. En septiembre de 2003 se formó una cooperativa. En octubre de 2003 la legislatura aprobó la expropiación de la empresa con lo que Brukman pasó a ser, oficialmente, de los trabajadores. La Legislatura declaró de "utilidad pública y sujeto a ocupación temporaria" el inmueble de la ex Brukman. El 29 de diciembre de 2003, luego de dos años de lucha y ocho meses de resistencia en la carpa, volvieron a entrar a la fábrica con el amparo de la ley. Faltaba la declaración de quiebra de la empresa, que se dio oficialmente el 20 de octubre de 2013. La dictaminó la titular del juzgado 36 en lo Comercial, Matilde Balerini.
La cooperativa continuaba funcionando como cooperativa en 2013. Según fuentes legislativas, estaba integrada por unos 60 trabajadores, pero con la vigencia de la ley sería abierto un registro para incorporar como socios a los restantes trabajadores.
En junio de 2024, la fábrica se encuentra cerrada y con señales de abandono. 